# Cyaanzuur
Cyaanzuur is een instabiel cyaanzuurstofzuur, dat mogelijk in kleine hoeveelheden tijdens het aanzuren van cyanaat-oplossingen kan ontstaan. De grootste hoeveelheid stof die tijdens deze reactie gevormd wordt, moet echter beschreven worden als het tautomere isocyaanzuur. De aanwezigheid van cyaanzuur is eenduidig vastgesteld na bestraling van isocyaanzuur met UV-licht (224 nm) in een argon- of stikstof-matrix bij 4 resp. 20 K.

## Cyanaten
Cyanaten zijn de zouten van cyaanzuur waarin het cyanaat-ion, NCO−, als anion voorkomt. Ook esters met de structurele eenheid R–OCN worden met de naam cyanaat beschreven. Anorganische cyanaten, zoals kaliumcyanaat zijn stabiele, goed wateroplosbare, witte kristallijne verbindingen die kleurloze oplossingen geven. Esters van cyaanzuur trimeriseren in het algemeen. Deze reactie verloopt bij alkylcyanaten zeer snel, doorgaans al tijdens de synthese, bij arylcyanaten langzamer.

## Toepassingen
Voor het vrije zuur is, vanwege zijn instabiliteit, geen toepassing bekend. Anorganische cyanaten worden als hulpstof tijdens de warmtebehandeling van staal toegepast. Ook in de synthese van medicijnen en op ureum gebaseerde herbiciden worden cyanaten gebruikt.